# Bandera de Oklahoma
La bandera de Oklahoma es el principal símbolo del estado de Oklahoma, es un campo rectangular azul cielo sobre el que se coloca un escudo tradicional de la nación osage con seis cruces y siete plumas de águila colgantes sobre el nombre del estado en un texto blanco Eurostile en mayúsculas. El escudo está cubierto por dos símbolos de paz: el calumet o pipa de la paz, que representa a los amerindios, y la rama de olivo, en representación de los blancos.
Seis cruces doradas, símbolos amerindios de las estrellas, colocadas sobre el blindaje. El color azul del fondo representa la primera bandera oficial de los choctaw durante la guerra civil estadounidense.	
La promesa a la bandera es:
I salute the flag of the state of Oklahoma, its symbols of peace unite all people.
En español: Saludo a la bandera del estado de Oklahoma, sus símbolos de paz unen a todas las personas.

## Historia
La primera bandera de Oklahoma fue adoptada en 1911, cuatro años después de anexarse a los Estados Unidos de América. Tomó los colores rojo, blanco y azul de la bandera de los Estados Unidos, en la bandera aparece centrada una gran estrella blanca en azul sobre un campo rojo. El número cuarenta y seis fue escrito en azul en el interior de la estrella, al ser Oklahoma el cuadragésimo sexto Estado de la Unión.
Un concurso, patrocinado por la Hijas de la Revolución Americana se celebró en 1924 en sustitución de la bandera, como Bandera roja estaba estrechamente relacionada con el comunismo. La obra ganadora fue la de Louise Fluke, que se adoptó como bandera en el estado 2 de abril de 1925, se asemeja a la actual bandera sin la palabra Oklahoma. El nombre del estado fue añadido a la bandera en 1941. Los colores y formas fueron normalizados por un proyecto de ley del senado de Oklahoma, y firmado en ley por el gobernador Brad Henry el 23 de mayo de 2006.

1911 a 1925.
1925 a 1941.
1941 a 1988.
1988 a 2006.

## Lectura adicional
- Hickam, Mrs. Andrew R., «The State Flag of Oklahoma», Chronicles of Oklahoma, Vol. 9, N.º 1 (marzo, 1931), pp. 10-11.]